# Devil in His Heart
Devil in His Heart è una canzone scritta da Richard Drapkin. La prima incisione è stato del gruppo femminile delle Donays; anche i Beatles ne hanno realizzato una cover. Essendo un gruppo maschile, i Beatles la modificarono in Devil in Her Heart.

## Descrizione

### Versione delle Donays
Le Donays, un gruppo R&B americano avente come cantante Yvonne Vernee, registrarono per la Correc-tone Records il brano; esso venne ripubblicato nel 1962, in America, dalla Brent, un'etichetta newyorkese, su un singolo, avente come lato B una canzone intitolata Bad Boy. Nel Regno Unito il singolo venne pubblicato dalla Oriole. Vernee, ne ha registrato anche una versione da solista.

### Versione dei Beatles

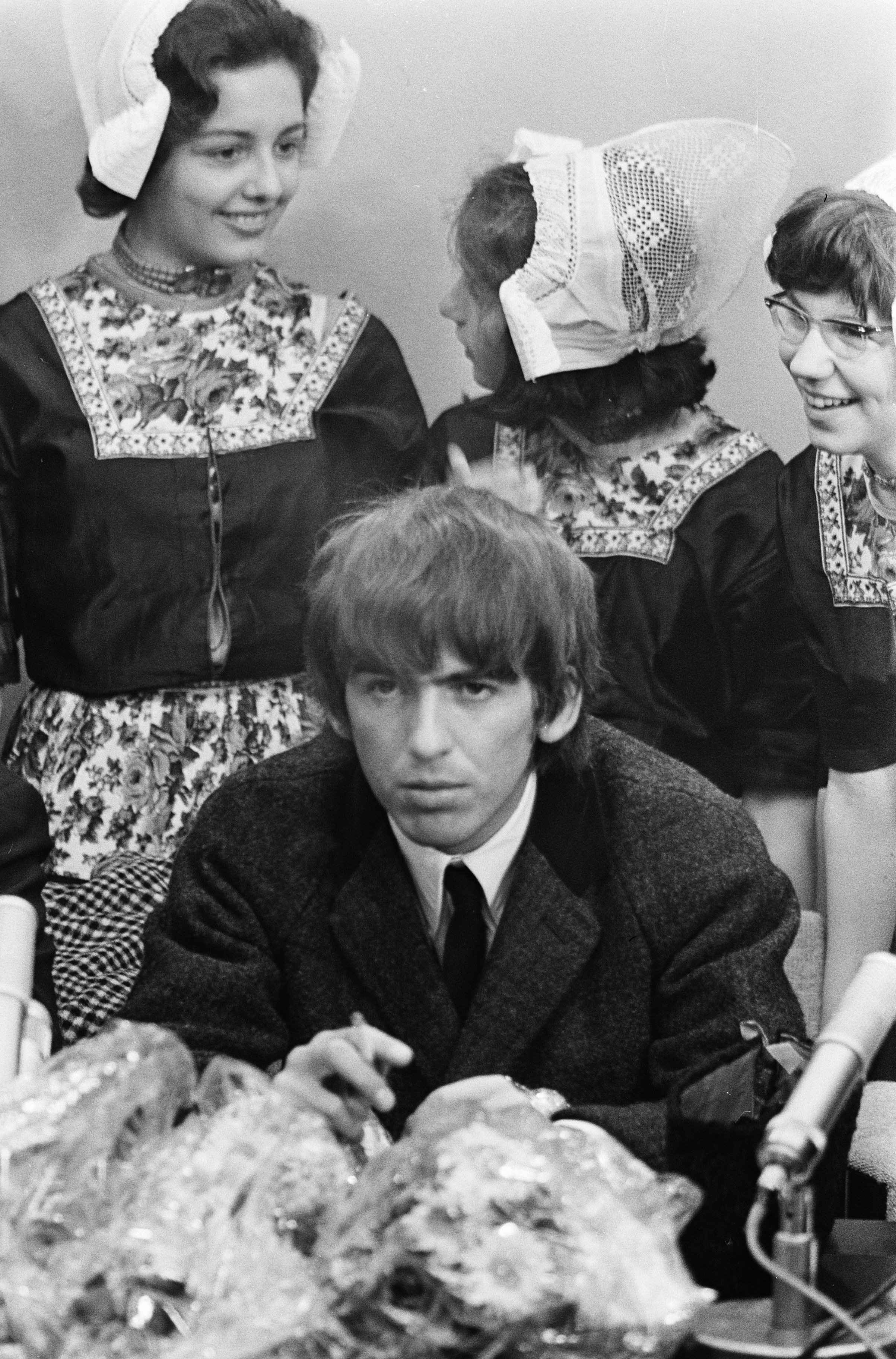
George Harrison, vocalist della versione dei Beatles

I Beatles spesso entravano nel negozio di dischi del loro manager, Brian Epstein, e cercavano negli scaffali nuovi brani; in questo modo venne trovato Devil in Her Heart, ed anche Money (That's What I Want). I Beatles misero nel brano i cori come quelli delle Donays, ma gli diederò un andamento più fluido, senza gli staccato che caratterizzavano il pezzo originale.
Il brano venne registrato il 18 luglio 1963, nello Studio 2 degli Abbey Road Studios, in tre nastri, sui quali ne vennero aggiunti tre di sovraincisioni. Di questo brano venne fatto solamente un missaggio stereofonico il 29 ottobre dello stesso anno. George Martin e Norman Smith furono stambilmente, sia nella registrazione che nel missaggio, rispettivamente produttore e primo fonico; il ruolo di secondo fonico venne preso da Richard Langham nella registrazione e da Geoff Emerick nel mixaggio.
Devil in Her Heart è stato pubblicato in Europa su With the Beatles, mentre in America su The Beatles' Second Album.
Il brano venne registrato due volte per la BBC: una prima versione venne pubblicata sull'EP Baby It's You del 1994; una seconda, registrata per il programma Pop Go The Beatles il 3 settembre 1963 e trasmessa per la prima volta il 24 settembre dello stesso anno, è stata pubblicata sul secondo disco dell'album doppio On Air - Live at the BBC Volume 2.

#### Formazione
- George Harrison - voce raddoppiata, chitarra solista
- Paul McCartney - cori, basso
- John Lennon - cori, chitarra ritmica
- Ringo Starr - batteria, maracas[5]